# ليو هارفي
ليو هارفي (بالإنجليزية: Lew Harvey)‏ هو ممثل أمريكي، ولد في 6 أكتوبر 1887 في ويسكونسن في الولايات المتحدة، وتوفي في 19 ديسمبر 1953 في لوس أنجلوس في الولايات المتحدة بسبب مرض.

## وصلات خارجية
- ليو هارفي على موقع IMDb (الإنجليزية)
- ليو هارفي على موقع قاعدة بيانات الفيلم (الإنجليزية)